# Gemeinde Kurbin
Die Gemeinde Kurbin (albanisch Bashkia e Kurbinit) ist eine der 61 Gemeinden Albaniens. Hauptort der Gemeinde ist Laç. Das Gebiet der Gemeinde mit einer Fläche von 263 Quadratkilometern im Qark Lezha bildete bis zu einer Territorialreform im Jahr 2015 den Kreis Kurbin, den drittkleinsten Kreis Albaniens. In der Gemeinde leben 34.405 Einwohner (Volkszählung 2023). Die Mehrheit der Bewohner bekennt sich zum Katholizismus.

## Geographie

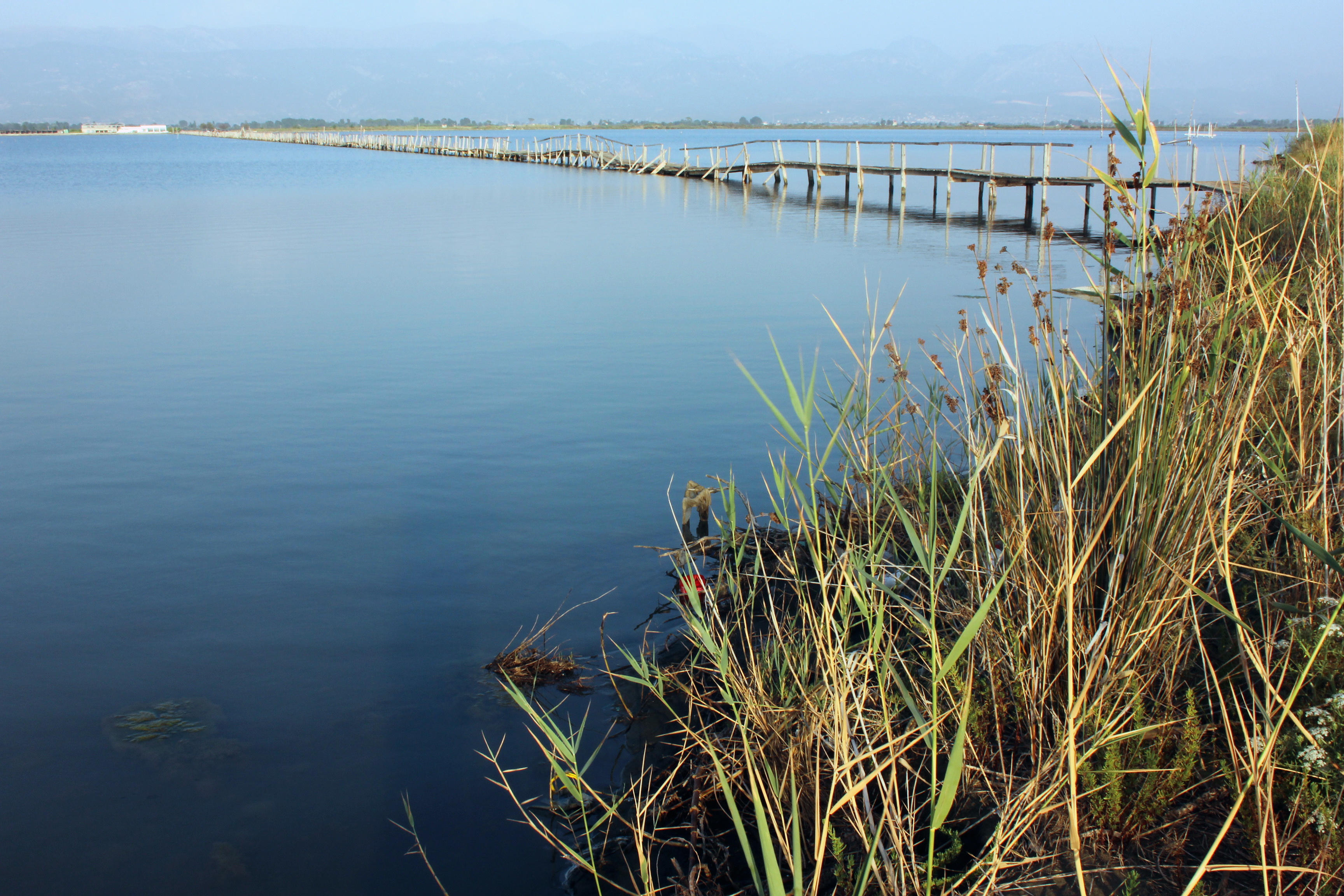
Lagune von Patok

Kurbin nimmt im Norden Albaniens einen kurzen Küstenstreifen am Adria-Ufer ein, der am Wasser zehn, im Landesinneren bis 15 Kilometer lang ist. Die Küstenebene ist rund zehn Kilometer tief. Dahinter folgen weitere rund zehn Kilometer Hügel- und Bergland, die nördlichen Ausläufer des Skanderbeggebirges. An der östlichen Grenze zur Gemeinde Mat werden Höhen von über 1000 m ü. A. erreicht. Die Maja e Hutit ist der höchste Punkt im Gemeindegebiet mit 1316 m ü. A. Im Norden wird Kurbin durch den Fluss Mat begrenzt. Im Süden endet der kurze Küstenstreifen der Gemeinde bei der Mündung des Ishëm.
Die Küstenebene wurde erst von den Kommunisten vollständig entsumpft. Bis dahin war die Gegend kaum bewohnt; die wenigen Gebäude wurden auf Stelzen errichtet. Nördlich von Mamurras gab es ausgedehnte Wälder, die berüchtigt waren für Räuberbanden, die sich dort versteckten und Durchreisende überfielen. Von diesen Wäldern ist kaum mehr etwas übrig.
Die Küste ist noch immer von großen Lagunen und Feuchtgebieten geprägt. Bekannt ist insbesondere die Lagune von Patok.
Am südlichen Ortsrand von Laç gibt es Schwefelquellen.
| Name        | Einwohner 2023 | Einwohner 2011 | alte Gemeindeart |
| ----------- | -------------- | -------------- | ---------------- |
| Laç         | 12.854         | 17.086         | Bashkia          |
| Mamurras    | 11.442         | 15.284         | Bashkia          |
| Fushë-Kuqja | 3.916          | 5.460          | Komuna           |
| Milot       | 6.193          | 8.461          | Komuna           |

## Bevölkerung
Wie die meisten Regionen Albaniens ist auch Kurbin von Abwanderung betroffen. 2011 hatte der Kreis noch 46.291 Einwohner (Volkszählung 2011), somit ist in zwölf Jahren ein Viertel der Bevölkerung abgewandert. Diese Entwicklung findet sich auch in anderen strukturschwachen Regionen Albaniens.

## Wirtschaft

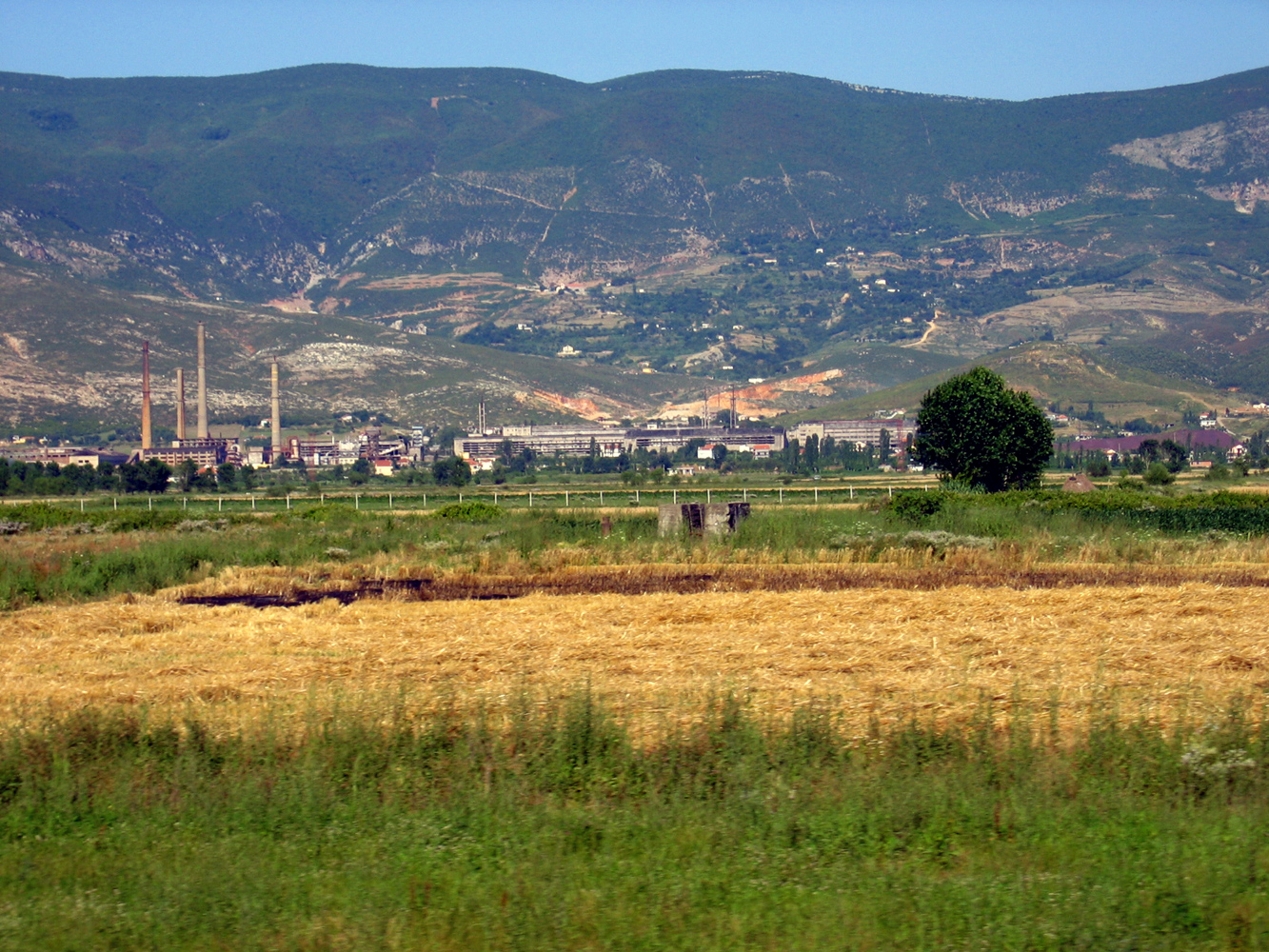
Aufgegebene Fabriken nördlich von Laç

Nach der Schließung der Industrien in Laç und Mamurras ist ein Großteil der Bevölkerung wieder in der Landwirtschaft tätig. Die Arbeitslosigkeit gilt als die größte im ganzen Land. Trotz allem war das Gebiet auch in den letzten Jahren noch Ziel von Migranten aus den Berggebieten Nordalbaniens.
Mit dem Bau der neuen Schnellstraße SH1 von Tirana nach Lezha in der Küstenebene sind die Dörfer und Städte Kurbins vom Durchgangsverkehr befreit. Andererseits braust „das Leben“ jetzt an Kurbin vorbei, da die Orte nur schlecht mit der Schnellstraße verbunden sind. Die Eisenbahn-Linie der Hekurudha e Shqipërisë ist ebenfalls von keiner wesentlichen Bedeutung.
Auch der Fremdenverkehr hat sich in Kurbin noch kaum entwickelt. Der Strand von Patok verfügt über eine unterdurchschnittliche Infrastruktur. Zudem bestehen Bedenken über die Qualität des Wassers an diesem Küstenabschnitt, da die Flüsse Mat und Ishëm noch immer viel Industrie- und urabne Abwässer mit sich führen dürfte. Auch rund um die stillgelegten Fabriken von Laç ist die Umweltverschmutzung erheblich.

## Geschichte
Erstmalige Erwähnungen der ethnographischen und geographischen Region Kurbin stammen aus dem 14. Jahrhundert. Damals wurde die Gegend Korbin oder Korvin genannt. Gemeint war damit insbesondere das Hügel- und Bergland zwischen Kruja und dem Mat. Die versumpfte Küstenebene wurde erst im 20. Jahrhundert bewohnbar gemacht. Das historische Zentrum von Kurbin ist das Dorf Delbnisht einige Kilometer östlich von Laç. Die Frauen aus Kurbin tragen die Tracht der Mirdita, während die Männer die Tracht Krujas tragen.
Bis in die frühen 1990er Jahre gehörte Kurbin zum Kreis Kruja. 1992 wurde er als Kreis Laç gegründet. 1999 wurde er in Kreis Kurbin umbenannt. Die offizielle Abkürzung lautete danach KB, auf Kfz-Kennzeichen wurde aber noch länger der Kürzel LA verwendet. 2015 wurde der Kreis aufgehoben und seine Gemeinden in die Gemeinde Kurbin zusammengelegt. Die ehemaligen Gemeinden sind seither Njësitë administrative (Verwaltungseinheiten) innerhalb der Bashkia Kurbin.